# Perdita Durango
Perdita Durango is een Spaans-Mexicaans-Amerikaanse misdaadfilm uit 1997 onder regie van Álex de la Iglesia. Het verhaal hiervan is gebaseerd op dat uit Barry Giffords boek 59 Degrees and Raining: The Story of Perdita Durango, het derde deel uit zijn Sailor and Lula-serie die in 1990 begon met Wild at Heart: The Story of Sailor and Lula (verfilmd als Wild at Heart). Perdita Durango won zes prijzen, waaronder twee Goya's en een eervolle vermelding op het Brussels International Festival of Fantastic Film 1998.

## Verhaal
Perdita Durango ontmoet de mysterieuze Romeo, die van plan is een lading foetussen te stelen in opdracht van zijn baas Santos. De twee worden partners  krijgen een heftige relatie. Voordat Romeo aan de uitvoering van de plannen wil beginnen, zoekt hij slachtoffers om aan zijn goden te offeren. Het duo ontvoert daarom tieners Duane en Estelle en gaat op weg naar Las Vegas.

## Rolbezetting
Hoofdpersonages:
| Acteur           | Personage            |
| ---------------- | -------------------- |
| Rosie Perez      | Perdita Durango      |
| Javier Bardem    | Romeo Dolorosa       |
| Aimee Graham     | Estelle              |
| Harley Cross     | Duane                |
| James Gandolfini | Willie 'Woody' Dumas |